# 泥水すすり隊
泥水すすり隊（どろみずすすりたい）は、2020年1月8日に、吉本興業東京本社に所属しているお笑いコンビ3組で結成されたユニット。略称「泥スス（どろすす）」。2024年6月に解散。

## 概要
プロデューサーは兼近大樹（EXIT）。「芸人の仕事のみで飯を食えるようにしよう」というコンセプトであり、メンバーはユニット加入時にアルバイトを辞める。ライブを「報告会」とし、毎月の給料を発表している。コンビでそれぞれ20万円以上の給料を3か月連続で達成すると卒業。ファンの総称は「浄水ちゃん（じょうすいちゃん）」。初回のライブにて塚田、笹本、狩野による大道芸チームと鈴木、三浦、松下によるバンドチームを組んでいる。バンド名は鈴木の愛称から「大ちゃん'sバンド」。

## メンバー
| コンビ名     | 個人名                                | 生年月日              | 血液型 | 出身地 | NSC  |
| ------------ | ------------------------------------- | --------------------- | ------ | ------ | ---- |
| サンタモニカ | マイム                                | 1998年2月17日（27歳） | B型    | 北海道 | 23期 |
| サンタモニカ | ポール                                | 1997年7月4日（27歳）  | O型    | 北海道 | 23期 |
| マーブルB    | 加藤 てっきゅう （かとう てっきゅう） | 1996年12月2日（28歳） | AB型   | 愛知県 | 25期 |
| マーブルB    | 山森 ヤモリ （やまもり ヤモリ）       | 1996年5月26日（28歳） | A型    | 兵庫県 | 25期 |
| 世界クジラ   | 和泉 （いずみ）                       | 1994年12月1日（30歳） | A型    | 富山県 | 23期 |
| 世界クジラ   | 村田 （むらた）                       | 1993年2月16日（32歳） | A型    | 長野県 | 23期 |

## 旧メンバー
| コンビ名             | 個人名                                | 生年月日              | 血液型 | 出身地   | メンバーカラー | NSC  | 在籍期間                                                       |
| -------------------- | ------------------------------------- | --------------------- | ------ | -------- | -------------- | ---- | -------------------------------------------------------------- |
| ネイチャーバーガー   | 三浦 リョースケ （みうら りょーすけ） | 1992年7月16日（32歳） | AB型   | 福岡県   | 紫             | 21期 | 2020年1月8日 - 2021年5月25日 YouTubeチャンネルで、卒業を発表。 |
| ネイチャーバーガー   | 笹本 はやて （ささもと はやて）       | 1991年7月4日（33歳）  | O型    | 石川県   | オレンジ       | 21期 | 2020年1月8日 - 2021年5月25日 YouTubeチャンネルで、卒業を発表。 |
| ブラゴーリ           | 塚田 裕輝 （つかだ ゆうき）           | 1990年5月6日（34歳）  | B型    | 神奈川県 | 黄             | 20期 | 2020年1月8日 - 2021年12月23日                                  |
| ブラゴーリ           | 鈴木 大介 （すずき だいすけ）         | 1991年5月31日（33歳） | A型    | 埼玉県   | 緑             | 20期 | 2020年1月8日 - 2021年12月23日                                  |
| まんぷくユナイテッド | 松下 遼太郎 （まつした りょうたろう） | 1992年7月16日（32歳） | A型    | 神奈川県 | 青             | 22期 | 2020年1月8日 - 2022年8月9日                                    |
| まんぷくユナイテッド | 狩野 大 （かのう だい）               | 1992年10月5日（32歳） | O型    | 静岡県   | 赤             | 22期 | 2020年1月8日 - 2022年8月9日                                    |

## ライブ

### 報告会ライブ
| 公演            | 日程    | タイトル | 会場             | 備考 |
| --------------- | ------- | --- | ---------------- | --- |
|                 | 1月8日  | EXIT兼近プロデュース「無題〜背水の陣〜」                                                                                        | ヨシモト∞ホール  | ユニットお披露目公演                                                                                        |
|                 | 2月3日  | 泥水すすり隊1リットル 〜バイトを辞めた芸人の報告会〜                                                                            | ヨシモト∞ホール  | |
| 中止            | 3月3日  | 泥水すすり隊2リットル 〜バイトを辞めた芸人の報告会〜                                                                            |                  | |
| 有観客 配信あり | 7月11日 | 泥水すすり隊3リットル 〜自粛期間皆さんのおかげで乗り切れました! 感謝報告会〜                                                    | ヨシモト∞ホール  | |
| 有観客 配信あり | 8月9日  | 泥水すすり隊4リットル 〜燃えたぎる6人の汗まみれ泥まみれ夏祭りっ!!〜                                                             | ヨシモト∞ドームⅠ | |
| 有観客 配信あり | 9月8日  | 泥水すすり隊5リットル 〜秋の大収穫祭! サンマも笑いもとれたて新鮮! 脂の乗った報告会!〜                                           | ヨシモト∞ホール  | |
| 有観客 配信あり | 10月6日 | 泥水すすり隊6リットル 〜読書? 食欲? いやいや泥ススの秋でしょ! 男6人のガチ運動会〜                                               | ヨシモト∞ホール  | ユニットコントなど                                                                                          |
| 有観客 配信あり | 11月3日 | 泥水すすり隊7リットル ほかほかセーターライブ〜でもほかほか超えたアツアツな日になるからまだ衣替えはやめときな!〜秋の夜長の報告会 | ヨシモト∞ホール  | ダイタク、バビロン、ダンビラムーチョの3組が「泥水でお腹いっぱい芸人」としてサプライズ登場。コーナーで対決。 |
| 有観客 配信あり | 12月1日 | 泥水すすり隊8リットル 〜泥水サンタがやってきた! クリスマス、僕たち君と、過ごシマス 2020年を駆け抜けるんだフェス〜               | ヨシモト∞ホール  | シャッフル漫才など                                                                                          |

| 公演            | 日程    | タイトル | 会場            | 備考                                     |
| --------------- | ------- | --- | --------------- | ---------------------------------------- |
| 無観客配信      | 1月8日  | 泥水すすり隊9リットル #泥スス１周年〜飛翔〜 | ヨシモト∞ホール | まんぷくユナイテッド欠席                 |
| 有観客 配信あり | 2月9日  | 泥水すすり隊10リットル 〜バレンタインも近いしそろそろチョコっと売れますかいやいや、今年売れなきゃ終わりだろ!! チョコより笑いが欲しい、冬のアツアツ報告会〜                                       | ヨシモト∞ホール | CM対決など                               |
| 有観客 配信あり | 3月9日  | 泥水すすり隊11リットル 〜桜も泥も咲き誇れ! 泥水前線上陸! 旅立つ準備はできてるぜ!!!〜 | ヨシモト∞ホール | 卒業写真撮り隊など                       |
| 有観客 配信あり | 4月13日 | 泥水すすり隊12リットル 〜新生活泥ンゲリオン、泥水春のファン祭り、今年度売れてやるよ! エイプリルフールじゃないぜ?〜                                                                               | ヨシモト∞ホール | 学力テストなど                           |
| 有観客 配信あり | 5月25日 | 泥水すすり隊13リットル 〜5月病で悩んでる? ならこのライブがあるぜ? ハヤテのごとく笑いを生み出し、5月病の治療は完全完了! スケジュール空けとけよ? 取るぜ、泥水の統率! 行列作るぐらい最高のライブ!〜 | ヨシモト∞ホール | ネイチャーバーガー卒業、サンタモニカ加入 |

### その他のライブ

#### 「大ちゃん'sバンド」としての出演
- Laugh & Peace Music ∞ Fes!! 2020 Winter - 松下をギターボーカルとしてBUMP OF CHICKEN「天体観測」を披露。EXITによる歌唱にバックバンドとしてコラボし菅田将暉「まちがいさがし」を演奏した[8][9]。

## 出演

### テレビ

#### 準レギュラー番組
- EXITV 〜FODの新作・名作をPon!Pon!見せまくり!!〜（2020年10月22日 - 、フジテレビ）[10]

### ラジオ
- 秋場信人×TEAM BANANA×泥水すすり隊の「美らバナナすすり隊」（FM那覇、2020年4月1日[11] - ）2021年3月31日放送回までは、秋場信人と泥水すすり隊の「美ら水すすり隊」のタイトルで放送[12]

### ネット配信番組
- アメチャ/Amazing MEIJIN Channel

## 雑誌
- OWARAI Bros.Vol.2 -TV Bros.別冊お笑いブロス-（2020年、東京ニュース通信社）ISBN 978-4867011478[13]